# Groß Stieten
Groß Stieten – miejscowość i gmina w Niemczech, w kraju związkowym Meklemburgia-Pomorze Przednie, w powiecie Nordwestmecklenburg, wchodzi w skład Związku Gmin Dorf Mecklenburg-Bad Kleinen.